# Hütter H 30
Die Hütter H 30 war ein einsitziger Segelflugzeugentwurf des deutschen Konstrukteurs Wolfgang Hütter aus dem Jahr 1948, der die Grundlage für spätere Konstruktionen des Herstellers Glasflügel darstellte. Ziel war die Verwendung der H 30 als Vereinsflugzeug, das einen geringen Anschaffungspreis, gesteigerte Flugleistungen gegenüber herkömmlichen Segelflugzeugen und eine verbesserte Wartungsfreundlichkeit bieten sollte.

## Geschichte

### Holzschalenbauweise
Wolfgang Hütter entwickelte gegen Ende des Zweiten Weltkrieges die Idee, auch Segelflugzeuge nach dem Prinzip der Holzschalenbauweise zu bauen. Durch die beulsteife, tragende Außenhaut entfallen Stützelemente wie Rippen, Stringer, Spanten und Holme. Bis dahin war dieses Verfahren, das neben einer Kostensenkung vor allem den Vorteil einer deutlichen Gewichtseinsparung bot, nur bei einigen Kampfflugzeugen angewendet worden. Beispiele sind die Bachem Ba 349 Natter und die Focke-Wulf Ta 154.
Durch den Leichtbau sollten die gleiche Flächenbelastung und Flugleistungen wie bei Flugzeugen mit großen Spannweiten erreicht werden. Hütter erhoffte sich durch die Konstruktionsweise auch eine bessere Handhabbarkeit in der Luft und am Boden. Zudem würde auch der Transport des Flugzeugs leichter werden und außerdem sollte die Fertigung schneller und einfacher werden. Durch den Sperrholz-Balsa-Schalenbau der Tragfläche würde eine hohe Profiltreue über die gesamte Spannweite erreicht. Der Rumpf sollte teilweise aus mehrfach verleimtem Pappelfurnier gefertigt werden.
Erste Anfänge zum Bau einer H 30 wurden 1949–1950 in Breitenbach/Schweiz unternommen, aber nicht zu Ende geführt. 1955 kam Eugen Hänle zum Projekt hinzu. Schnell wurde bei dem Versuch der erneuten Umsetzung klar, dass in den Werkstattzeichnungen wichtige Einzelheiten fehlten, die sich während des Baus ergeben mussten. Zunächst wurde ein Flügelmusterstück gefertigt, aus dem ersichtlich wurde, dass das geforderte Gewicht mit der geplanten Bauweise und den zu dieser Zeit erhältlichen Materialien nicht erreichbar sein würde. Selbst optimistische Masseabschätzungen ergaben ein Übergewicht des fertigen Flugzeugs von mindestens 20 %. Zudem gab es Baugruppen, die in der vorgesehenen Art und Weise nicht zu fertigen waren. Der Versuch der konventionellen Fertigung in Holz wurde erneut fallen gelassen.

### GFK-Schalenbauweise
Da die Ingenieure Hütter und Eugen Hänle bereits umfangreiche Erfahrungen mit der Fertigung von Glasfaserbauteilen hatten (Hütter-Hänle-Verfahren), entschloss man sich, das Projekt zumindest teilweise in Glasfaserbauweise auszuführen. Die Tragflächen erhielten Gurte aus parallelen Glasfasern anstelle Balsa-Holz. Diese Glasfasern wurden um die Anschlussaugen an der Flügelwurzel herumgeschlagen und liefen dann wieder zurück in die Tragfläche. Die bei anderen Flugzeugen bis dahin sehr komplizierten Flügelanschlussbeschläge sind bei der H 30 einfach in die Tragflächen eingeklebt. Die vormals hölzerne Flügelbrücke wurde nun ebenfalls aus GFK gefertigt, was eine Zeit- und Kostenersparnis von etwa 50 % bedeutete. Auch das Gewicht der Flügelbrücke reduzierte sich dadurch um fast 50 %. Auch in der Flügelbrücke wurden die Anschlussaugen kraftliniengerecht mit Glasfaser umwickelt und somit ebenfalls „eingeklebt“.
Viele weitere Änderungen wie der Tausch der Landekufe gegen ein Rad, unkonventionelle Lagerung der Steuerstangen sowie etliche konstruktive Optimierungen führten dazu, dass der Prototyp der Hütter H 30 GFK nur geringfügig das geplante Maximalgewicht überschritt. So wog das komplette Rumpfhinterteil inklusive Leitwerk nur 7,5 kg. Viele bis dahin in Holz gefertigten Bauteile wurden zum ersten Mal in der Luftfahrtgeschichte konsequent in glasfaserverstärktem Kunststoff umgedacht und gefertigt.

### Erstflug und Flugeigenschaften
Am 5. Mai 1962 hob die H 30 GFK mit Testpilot Lindner von der Hahnweide ab. Der Jungfernflug verlief bis zur Landung unproblematisch. Im Endanflug versagt jedoch der Bremsklappenmechanismus und die H 30 GFK benötigt die gesamte Länge des Flugplatzes, um zum Stehen zu kommen. Nach einem erneuten Versuch im Juni desselben Jahres mit dem gleichen Problem folgten Umbauten an den Bremsklappen im Winter 1962/63. Ende April 1963 hob das überarbeitete Flugzeug zum ersten Mal mit Dipl.-Ing. Eugen Hänle am Steuer ab. Der Flug verläuft unproblematisch.
Hänle beschrieb die Flugeigenschaften der H 30 GFK als feinfühlig und vergleichbar mit den Eigenschaften einer AV-36. Sie reagiere schnell und man benötige nur wenig Seitenruder zum Kurvenflug. Insgesamt seien die Ruderkräfte sehr gering. Die Mindestgeschwindigkeit gibt Hänle im Flugbericht mit 70 km/h an.
Zehn Jahre später entwickelte Ursula Hänle die H 30 zum Glasflügel H-101 Salto weiter.

## Konstruktion (H 30)

### Tragflächen
Die Holzschalenbauweise hätte eine hohe Flügelstreckung von 22,3 kombiniert mit einer hohen Festigkeit (Abfanglastvielfaches von 5,5) ermöglicht. Die Flügelschale sollte aus 4 bis 8 mm starkem Sperrholz bestehen. Das Profil war eine Abwandlung des Gö 600 und des P-51 Mustang-Laminarprofils, das 1944 von einem erbeuteten Exemplar abgenommen wurde und auch für die Horten H IVa vorgesehen war. Um die Profilwölbung verändern zu können, sollte an der unteren Schalenhälfte ein System von Verstellschrauben installiert werden.

### Rumpf
Auch hier sollte die Holzschalenbauweise angewendet werden. Um einen möglichst kleinen Rumpfquerschnitt erreichen zu können, war der Rumpf-Tragflächenübergang als Ellbogenraum in die Optimierungsbemühungen einbezogen worden, ein Prinzip, das W. Hütter schon 1935 beim Bau der H-28 und später dann bei der Konstruktion der Gö 4 ausprobiert hatte. Eine anklappbare Kufe mit Federung und Stoßdämpfer und ein gefederter Sporn waren als Fahrwerk vorgesehen.

### Leitwerk
Das Leitwerk war als gedämpftes V-Leitwerk ausgelegt, was folgende Vorteile bieten sollte:
- 10-prozentige Verringerung des Leitwerkwiderstandes
- Verringerung des Interferenzwiderstandes am Leitwerk
- Nur zwei Leitwerksflächen, diese können austauschbar gestaltet werden
- Größerer Bodenabstand als bei einem konventionellen Kreuz-Leitwerk

## Probleme bei Entwicklung und Fertigung
Hänle und Hütter konnten bei der Entwicklung der H 30 GFK nicht auf Erfahrungen von ähnlichen Projekten zurückgreifen, da sie Pionierarbeit im Bereich der Glasfaserverbundwerkstoffe in der Luftfahrt leisteten. Zwar war der Werkstoff in der Luftfahrt bereits bekannt und in geringem Ausmaß im Einsatz, aber vor der H 30 wagten sich nicht viele Hersteller an ein solches Projekt. Fast alle Probleme, die sich bei Fertigung und Entwicklung ergaben, wurden von den beiden Konstrukteuren im Alleingang gelöst.
Weiter wurden die Konstrukteure finanziell nicht unterstützt. Selbst einem Antrag auf Erlassung der Prüfgebühren für die Musterzulassung wurde nicht stattgegeben, da das Projekt dies nicht rechtfertige.
Parallel zur Fertigung und Entwicklung der H 30 bauten sie gemeinsam die Firma Glasflügel. Dies erklärt die lange Zeit von sieben Jahren vom Projektbeginn bis zum Jungfernflug.

## H 30 TS
Neben der nicht gebauten H 30 und der H 30 GFK wurde ohne Eugen Hänles Mitarbeit von Wolfgang Hütter eine Variante als strahlangetriebener Motorsegler entwickelt und bei der Maschinenfabrik Allgaier in Göppingen von 1959 bis 1960 gebaut. Die Hütter 30 TS wurde im Hinblick auf einen Serienbau optimiert und mit dem Strahltriebwerk BMW 8026 versehen. Die von 13,60 m auf 15 m vergrößerte Tragfläche erhielt einen Doppel-T-Duralumin-Holm, das neue Flügelprofil Hütter H-300, eine Wölbklappe und weit hintenliegende 2,40 m breite Schempp-Hirth-Bremsklappen. Während die erste Ausführung noch das V-Leitwerk und eine einziehbare Kufe und Hauptrad hatte, wurde bei der zweiten Version ein lenkbares Bugrad und ein gedämpftes Kreuzleitwerk verwendet. Nach dem Erstflug am 20. August 1960 folgte am 25. September 1960 ein erster Eigenstart. Mit dem Kennzeichen D-KABA nahm Heinz Kensche 1961 an der Deutschen Segelflugmeisterschaft in Freiburg teil.
Wegen Problemen mit der Turbine und großer Lärmentwicklung wurde das Projekt allerdings eingestellt und das Flugzeug zum reinen Segelflugzeug D-9344 zurückgebaut. Das Flugzeug ging im August 1968 bei einem schweren Windenstartunfall auf dem Klippeneck verloren.

## Technische Daten
| Kenngröße             | H 30 (berechnet)     | H 30 GFK             | H 30 TS                           |
| --------------------- | -------------------- | -------------------- | --------------------------------- |
| Besatzung             | 1                    | 1                    | 1                                 |
| Länge                 | 5,44 m               | 5,56 m               | 5,70 m (6,10 m mit Kreuzleitwerk) |
| Spannweite            | 13,60 m              | 13,60 m              | 15,00 m                           |
| Höhe                  | 1,05 m               | 1,05 m               | 1,32 m (Seitenleitwerk)           |
| Flügelfläche          | 8,30 m²              | 8,34 m²              | 9,53 m²                           |
| Flügelstreckung       | 22,3                 | 22,2                 | 23,6                              |
| Flügelprofil          |                      | Hütter               | Hütter H-300                      |
| V-Stellung            | 2,5°                 | 2,5°                 |                                   |
| Gleitzahl             | 30 bei 80 km/h       | 33 bei 85 km/h       |                                   |
| Geringstes Sinken     | 0,65 m/s bei 62 km/h | 0,64 m/s bei 65 km/h |                                   |
| Nutzlast              | 95 kg                | 90 kg                |                                   |
| Leermasse             |                      | 120 kg               | 195 kg                            |
| max. Startmasse       | 190 kg               | 210 kg               |                                   |
| Höchstgeschwindigkeit | 250 km/h             | 140 km/h             |                                   |
| Triebwerk             | –                    | –                    | ein BMW 8026                      |